# Centre pour les droits de l'homme et la démocratie en Afrique
Le Centre pour les droits de l'homme et la démocratie en Afrique (CDHDA, en anglais : Centre for Human Rights and Democracy in Africa, CHRDA) est une organisation de défense des droits de l'homme qui documente les violations des droits de l'homme et promeut l'amélioration des droits de l'homme en Afrique, avec un accent particulier sur le Cameroun, où l'organisation a débuté. 

## Histoire
Le CHRDA a commencé comme une organisation camerounaise de défense des droits de l'homme appelée Centre for Human Rights and Democracy in Cameroon. En 2005, après des discussions avec des collègues d'autres régions d'Afrique et des États-Unis, le groupe a ajouté des bureaux régionaux en Sierra Leone et aux États-Unis et a changé son nom en Centre pour les droits de l'homme et la démocratie en Afrique.

### Crise anglophone au Cameroun
Le CHRDA est bien connu pour sa documentation des violations des droits de l'homme pendant la crise anglophone au Cameroun. En août 2018, le CHRDA a publié une liste de 106 villages qui avaient été attaqués et incendiés par les forces gouvernementales camerounaises depuis octobre 2017. Citant des récits de témoins oculaires, des vidéos et des photos comme preuves, le CHRDA a affirmé que les 106 villages avaient été "attaqués, incendiés partiellement ou complètement et désertés soit complètement soit partiellement".
En mai 2019, CHRDA ainsi que le Centre Raoul Wallenberg pour les droits de l'homme, basé à Montréal, ont affirmé que les violations des droits de l'homme dans la crise anglophone au Cameroun constituaient des crimes contre l'humanité.